# Dendrocitta leucogastra
La dendrogazza panciabianca, nota anche come dendrogazza ventrebianco o dendrogazza indiana (Dendrocitta leucogastra Gould, 1833) è un uccello passeriforme appartenente alla famiglia Corvidae.

## Etimologia
Il nome scientifico della specie, leucogastra, deriva dall'unione delle parole greche λευκος (lefkos/leukos, "bianco") e γαστηρ (gastēr, "ventre"), col significato di "dal ventre bianco", in riferimento alla livrea di questi uccelli: il nome comune altro non è che la traduzione di quello scientifico.

## Descrizione

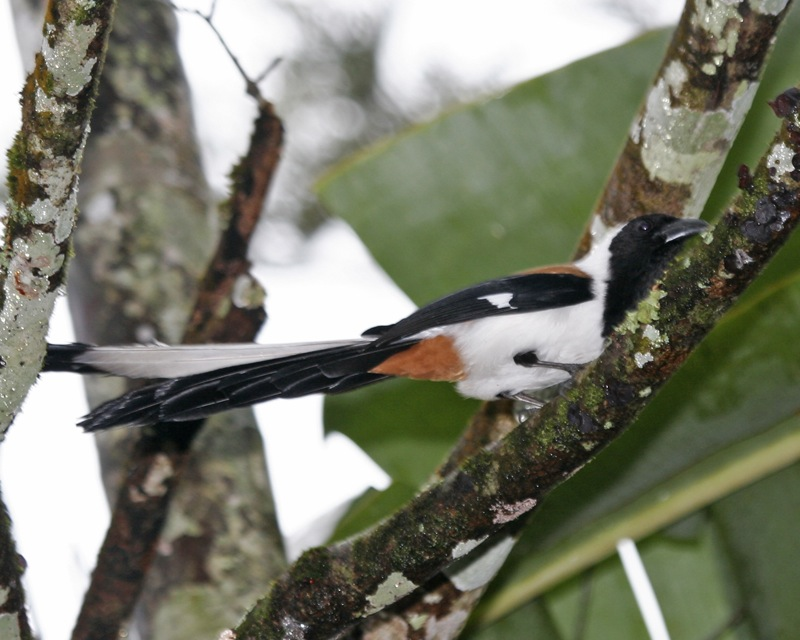
Esemplare nel parco nazionale di Periyar.

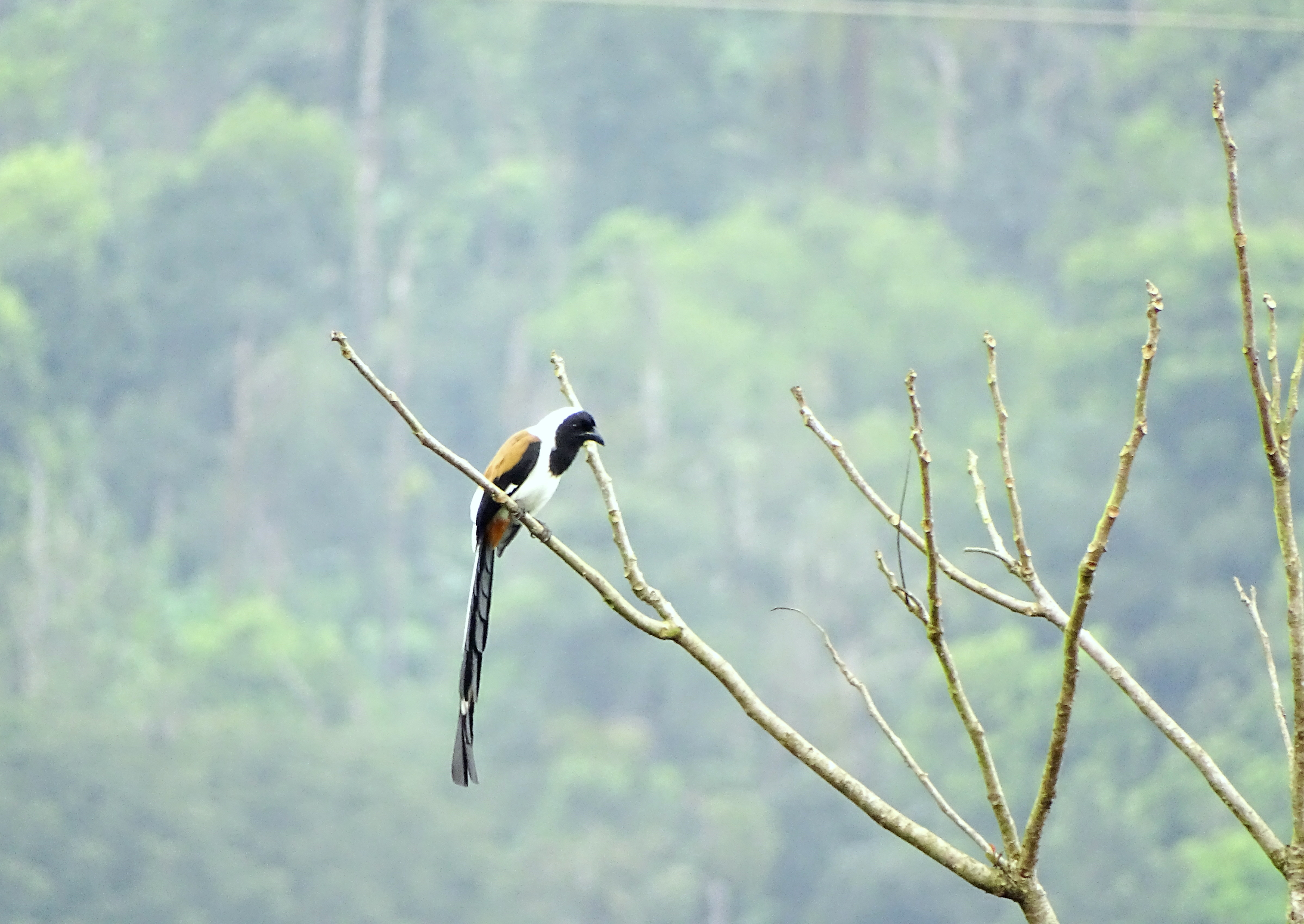
Esemplare a Sakleshpur.

### Dimensioni
Misura 45 cm di lunghezza, per 125 g di peso.

### Aspetto
Si tratta di uccelli dall'aspetto robusto, muniti di testa arrotondata, becco conico forte e visibilmente ricurvo verso il basso, forti zampe, ali digitate e lunga coda rettangolare, con le penne che tendono ad allargarsi verso la punta: nel complesso, la dendrogazza panciabianca ricorda molto nell'aspetto le altre dendrogazze, in particolare la dendrogazza dal collare, rispetto alla quale presenta coda più lunga rispetto al corpo e bianco ventrale più esteso.
Il piumaggio è nero su fronte, vertice, faccia, gola e parte superiore del petto, mentre nuca, spalle, petto, ventre (da cui il nome scientifico e quello comune) e codione sono di colore bianco: le ali (così come il dorso) sono di color nocciola con penne remiganti nere, mentre la coda è anch'essa nera, con le lunghe penne centrali che però presentano la metà prossimale di colore bianco-argenteo.

I due sessi sono simili, sia per quanto concernente la taglia che per quello che riguarda l'aspetto.
Il becco e le zampe sono di colore nerastro, mentre gli occhi sono di colore bruno-rossiccio.

## Biologia

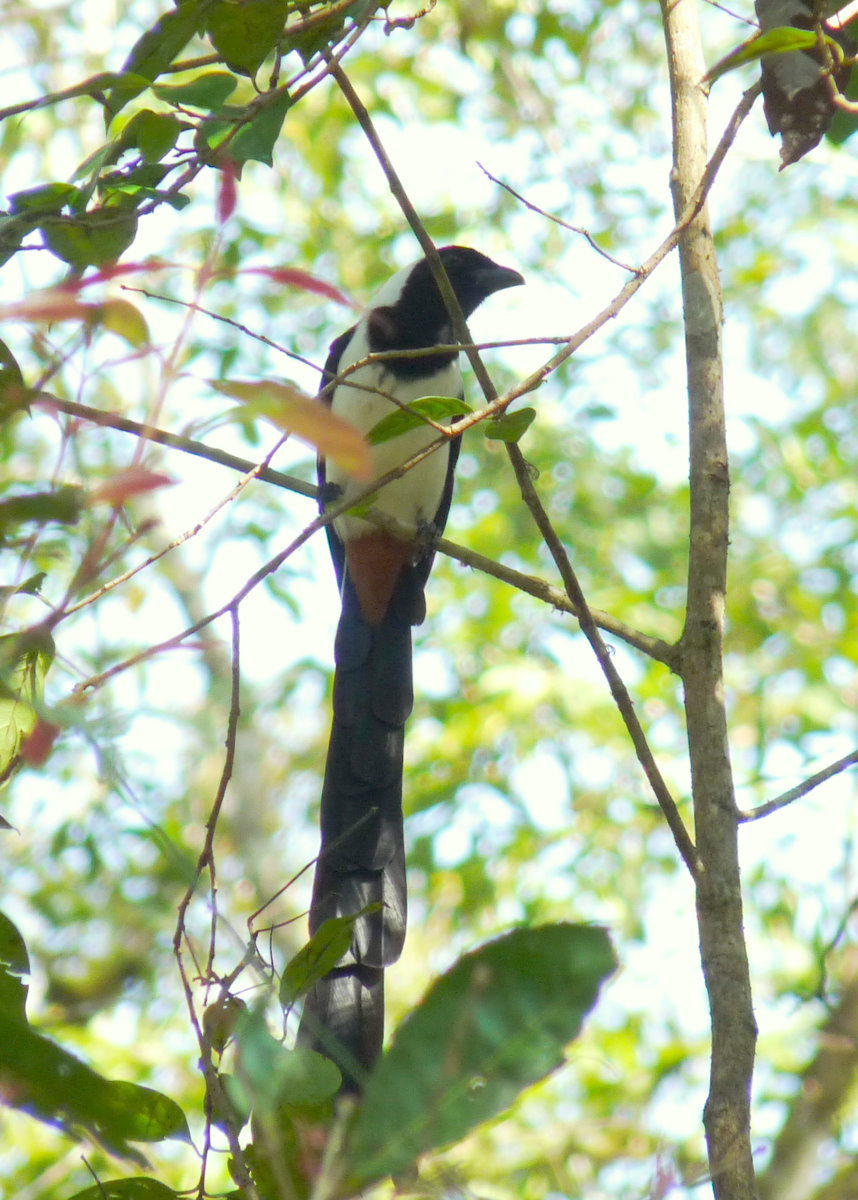
Esemplare nel Tamil Nadu.

Si tratta di uccelli dalle abitudini di vita diurne, che vivono in gruppetti che generalmente sono a base familiare, non di rado associandosi con altre specie dalle abitudini di vita simili (in particolare il drongo del paradiso) durante il giorno, per poi rifugiarsi verso il far della sera fra le fronde degli alberi, per passare la notte al riparo da eventuali predatori.
La dendrogazza panciabianca è un uccello molto vocale e chiassoso: i membri di un gruppo si tengono in contatto quasi continuo fra loro mediante una serie di vocalizzazioni alte e metalliche, che vanno da richiami fischianti ad altri aspri e gracchianti, passando per alcuni che ricordano dei gracidii o i cigolii di una ruota metallica. Mentre emette i richiami, l'animale allunga la testa in avanti e tende ad abbassare le ali.

### Alimentazione

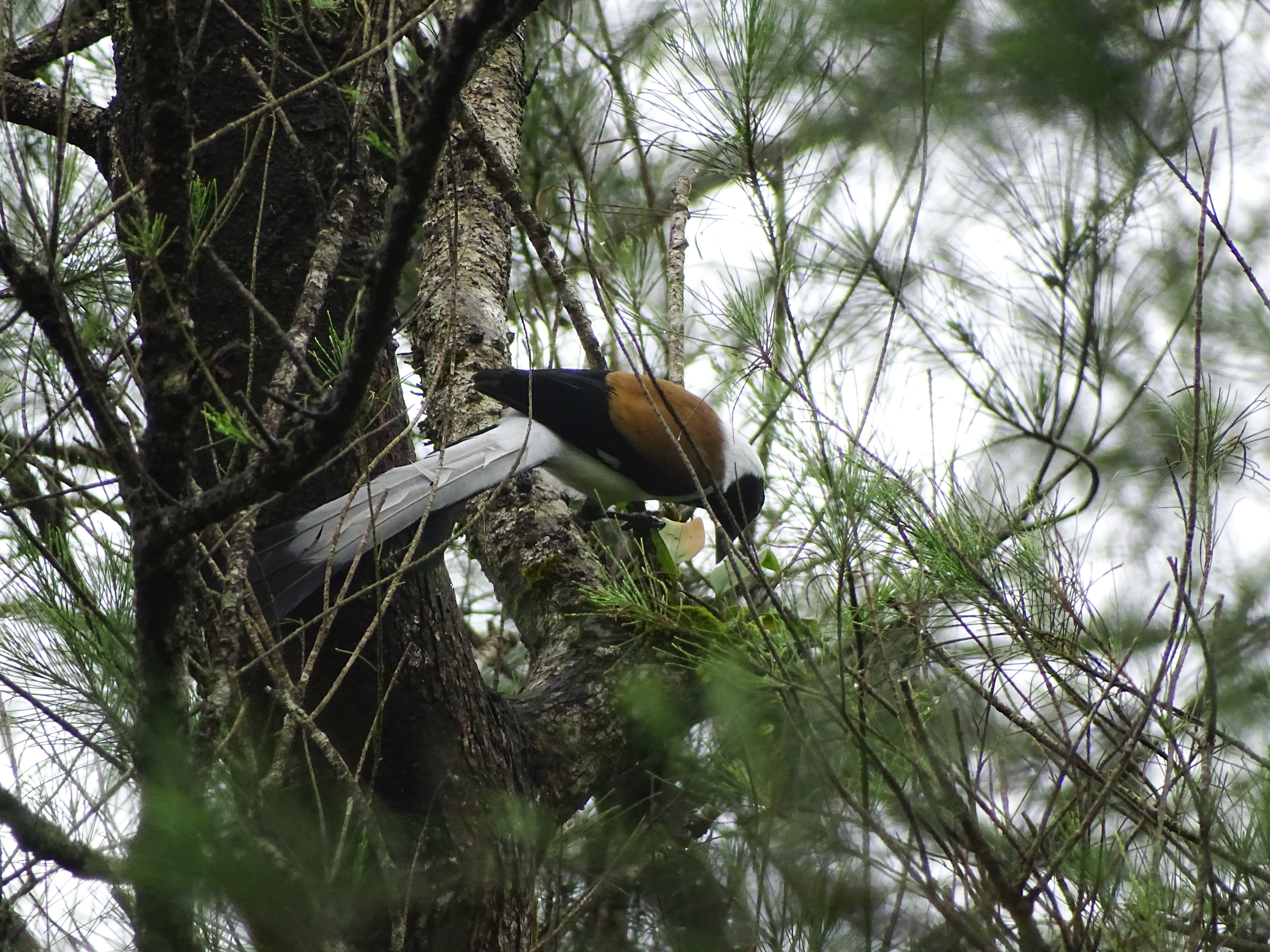
Esemplare cerca il cibo in natura.

La dieta di questi animali è onnivora, con netta prevalenza della componente animale su quella vegetale: le dendrogazze panciabianca si nutrono infatti di uova e nidiacei reperiti saccheggiando i nidi di altri uccelli, nonché di piccoli vertebrati (topolini, piccoli rettili come lucertole, gechi e serpentelli, rane) e invertebrati e delle loro larve, mentre più sporadicamente possono cibarsi anche di granaglie, frutta, bacche e nettare.

### Riproduzione

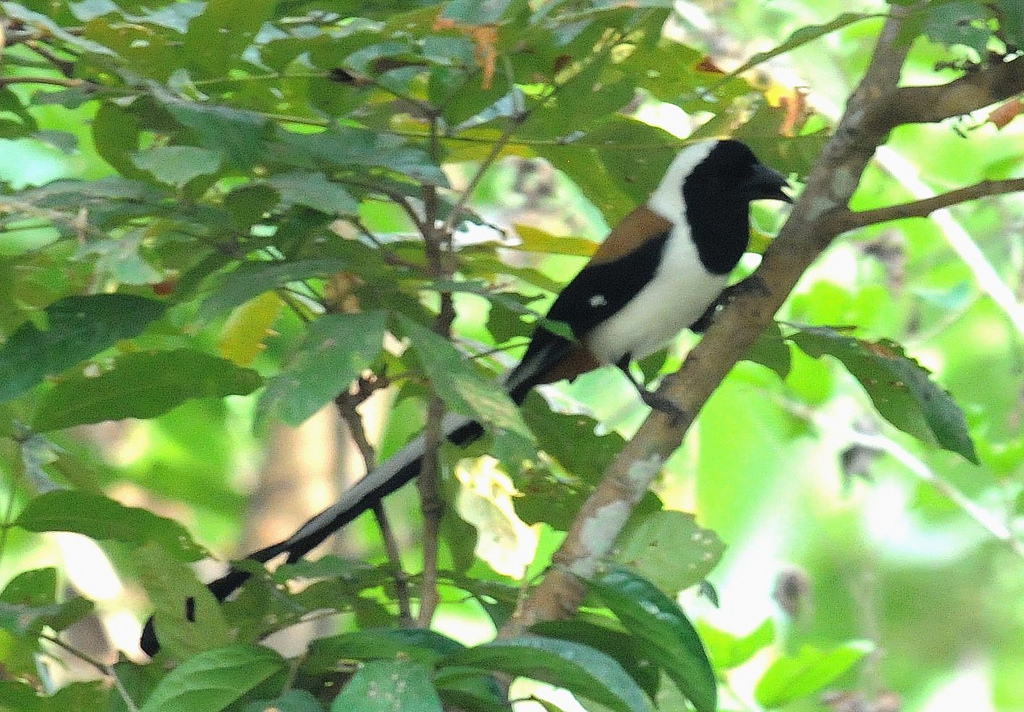
Esemplare vocalizza nel Kerala.

La stagione degli amori cade nel periodo immegiatamente precedente il monsone, estendendosi da marzo ai primi di maggio, con sporadiche nidificazioni già nel mese di febbraio: durante questo periodo, non di rado gruppi di questi uccelli si riuniscono su di un albero, vocalizzando rumorosamente, sebbene non sia chiaro se ciò costituisca un rituale di corteggiamento.
Si tratta di uccelli monogami: le coppie collaborano nella costruzione del nido (una coppa di rametti intrecciati grossolanamente con ampia cornice a piattaforma, posta fra i rami di un albero e foderata internamente con fibre vegetali), nella cova delle 2-4 uova grigiastre con punteggiatura verdastra (che dura una ventina di giorni e viene materialmente portata avanti dalla sola femmina, col maschio che rimane di guardia nei pressi del nido e si occupa inoltre di reperire il cibo per sé e per la compagna) e dell'allevamento dei nidiacei, i quali schiudono ciechi ed implumi e si rendono indipendenti a circa un mese di vita.

## Distribuzione e habitat

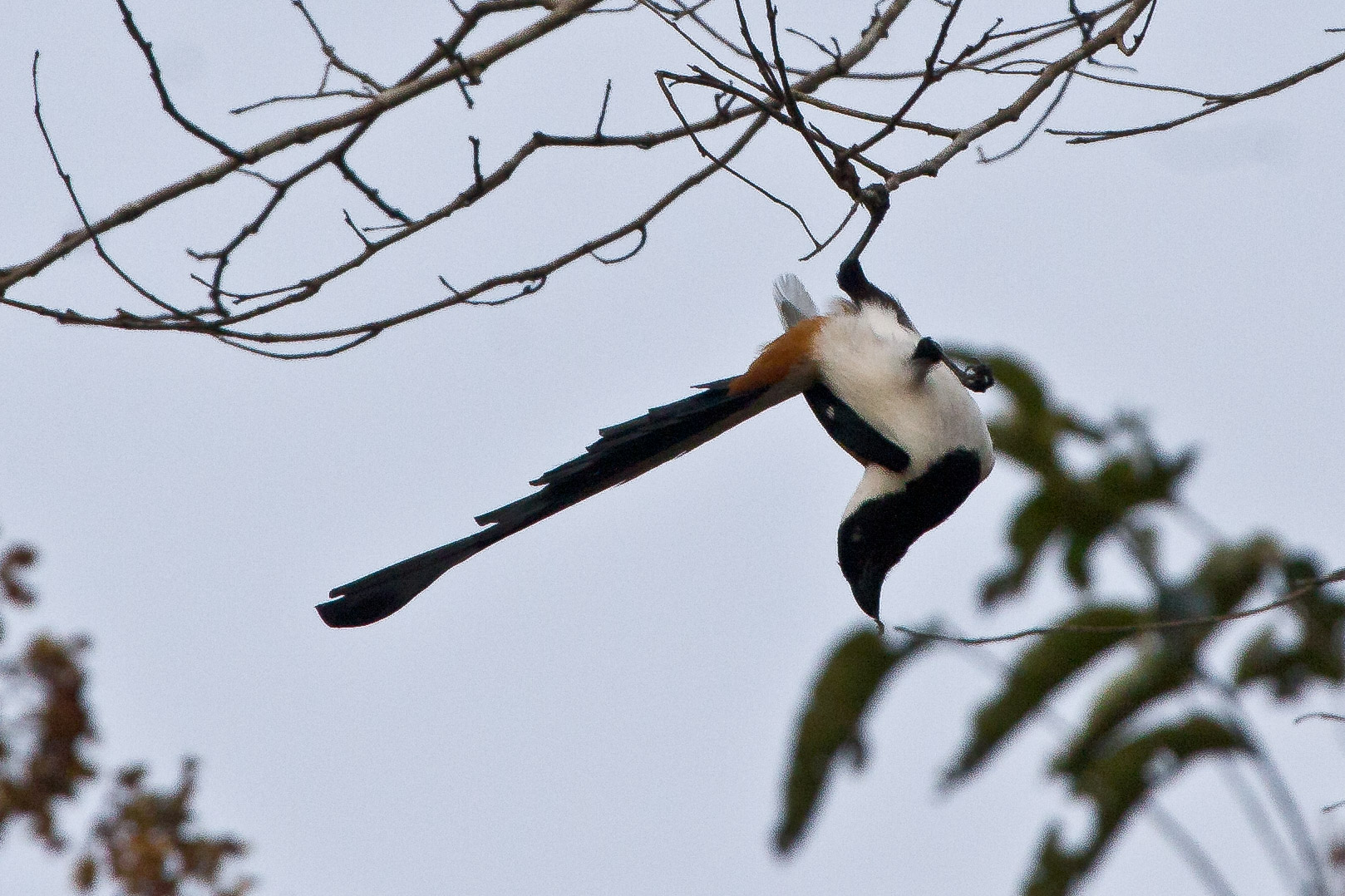
Esemplare in natura.

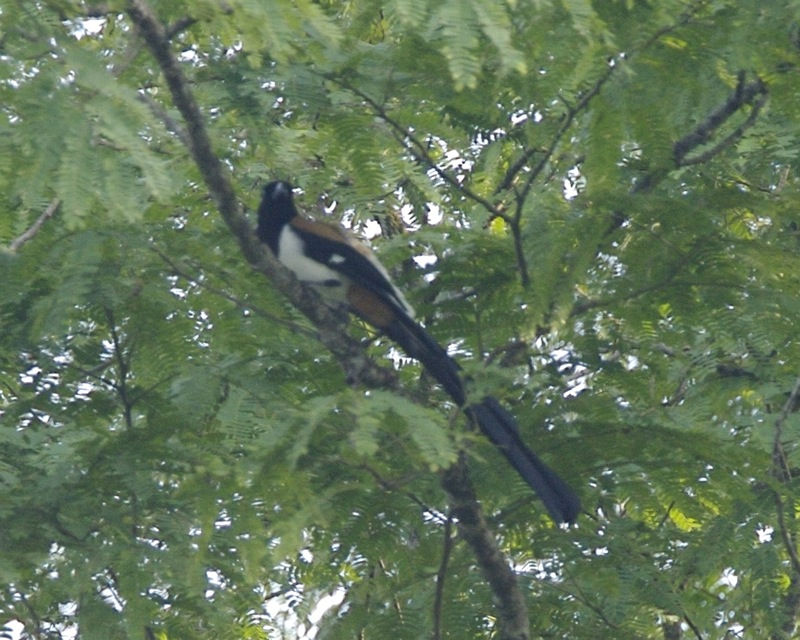
Esemplare a Kothamangalam.

La dendrogazza panciabianca è endemica dell'India, della quale popola la porzione sud-occidentale corrispondente alla catena dei Ghati occidentali, dall'area a sud di Goa (nord del Karnataka) fino ai Nilgiri, nel Tamil Nadu occidentale: osservazioni isolate sono state effettuate inoltre nei pressi di Dharmapuri, nel Surat Dang e a Gawilghur (quest'ultima ancora oggetto di discussione).
L'habitat di questi uccelli è rappresentato dalla foresta monsonica sempreverde pedemontana, sia primaria che secondaria: rispetto alla congenere dendrogazza rossiccia, con la quale vive in simpatria, la dendrogazza panciabianca predilige le aree a maggiore copertura arborea e tende ad evitare quelle antropizzate.